# Josef Püchler
Josef Püchler (* 13. März 1883 in Gloggnitz; † 15. März 1971 in Wiener Neustadt) war ein österreichischer Politiker (SDAP) und Lokomotivführer. Püchler war von 1927 bis 1934  Abgeordneter zum Landtag von Niederösterreich.
Püchler absolvierte eine Lehre als Bau- und Maschinenschlosser und leistete zwischen 1904 und 1907 sowie von 1914 bis 1915 seinen Militärdienst ab. 1907 trat er in den Dienst der Südbahngesellschaft und wurde 1908 Lokomotivführer. Nach dem Ersten Weltkrieg organisierte er in Wiener Neustadt die Stadtwerke, 1919 wurde er zum Vizebürgermeister der Stadt gewählt. Püchler wurde Mitglied der Zentralleitung des Republikanischen Schutzbundes und vertrat die Sozialdemokratische Arbeiterpartei zwischen dem 20. Mai 1927 und dem 16. Februar 1934 im Niederösterreichischen Landtag. Sein Mandat wurde ihm im Zuge des Österreichischen Bürgerkriegs und dem darauf folgenden Verbot der Sozialdemokratischen Partei aberkannt. 
Bereits zwei Tage vor dem Ausbruch der Februarkämpfe hatte Püchler einen Streit provoziert, um verhaftet zu werden, da er vom Scheitern des Aufstandes überzeugt gewesen war. Er hatte am 8. Februar einen „Dienst machenden Schutzkorpsmann gröblich beschimpft […], so daß er verhaftet werden mußte“. Wegen dieses Vergehens sowie wegen „des Verbrechen[s] der öffentlichen Gewalttätigkeit, Geheimbündelei und Übertretung des Waffenpatents“ wurde er am 8. November 1934 von einem Schöffensenat des Wiener Neustädter Kreisgerichts zu zehn Monaten Zuchthaus verurteilt. Eine von ihm deshalb beim Obersten Gerichtshof eingereichte Nichtigkeitsbeschwerde wurde verworfen u. a. mit der Begründung, „daß keine Immunitätsverletzung vorliege, weil Püchler zwar zur Zeit seiner Verhaftung, aber nicht mehr zur Zeit seiner Verurteilung immun gewesen sei.“ Noch während des Berufungsverfahrens erkrankte Püchler und wurde in das  Wiener Neustädter Spital verlegt, wo er fortan seine Strafe verbüßte. Anfang Jänner 1935 wurde er enthaftet.
Am 11. November 1938 beantragte er die Aufnahme in die NSDAP und wurde zum 1. Jänner 1940 aufgenommen (Mitgliedsnummer 8.518.259). Parteikollegen verziehen ihm dieses Verhalten nie.